# 겉껍질
겉껍질은 식물학에서 씨앗의 외부 껍질 또는 코팅이다. 영어로는 husk라고 하는데 미국에서 이 용어는 각(殼)을 의미하며 식물에서 자라는 옥수수의 이삭을 덮는 잎이 많은 외부 덮개를 가리키는 경우가 많다. 말 그대로 껍질이나 외피에는 씨앗, 과일 또는 채소의 보호용 외부 덮개가 포함된다.
요리에서 껍질은 과일과 야채의 다른 폐기물 부분, 특히 딸기의 뚜껑이나 꽃받침을 의미할 수도 있다.
밀이나 보리와 같은 곡물에는 껍질이 있다. 곡물은 식물의 전체 씨앗이다. 곡물 업계에서 "알갱이"라고 부르는 곡물의 종자는 겨, 배아, 배유 등 세 가지 주요 식용 부분으로 구성되어 있으며, 모두 햇빛, 해충, 물 및 질병에 의한 손상으로 인해 알갱이가 손상되지 않도록 보호하는 먹을 수 없는 껍질로 보호되어 있다.

## 같이 보기
- 왕겨
- 방아
- 탈곡